# 颱風燦都 (2010年)
颱風燦都（英語：Typhoon Chanthu，國際編號：1003，聯合颱風警報中心：WP042010，菲律賓大氣地球物理和天文服務管理局：Caloy）為2010年太平洋颱風季第3個被命名的熱帶氣旋。

## 發展過程
熱帶擾動98W在7月16日下午大約於北緯18度，東經125度附近形成，它初時受其以北之強勢副熱帶高壓脊引導，大致向西移動，趨向呂宋海峽。初時該擾動缺乏對流，但低層環流中心頗為明顯。翌日，98W之對流於中心以南爆發，中心位置被重新定位至該處。隨後98W繼續增強及發展並趨向呂宋。98W於7月18日上午在呂宋以東近岸海域增強為熱帶低氣壓，聯合颱風警報中心給予臨時編號04W。此時04W之組織轉佳，其低層環流中心切入對流下發展，惟對流仍然鬆散。受呂宋陸地影響，04W當日發展緩慢，大致維持強度。04W於接近午夜時進入南海。
由於04W對流鬆散，整合需時，故增強緩慢。04W於7月19日橫過南海北部，晚間增強為一熱帶風暴，並被命名為燦都。一西風槽令副熱帶高壓脊減弱及東退，令燦都於7月20日轉向西北方向移動。當日燦都依然較緩慢，但受惠垂直風切變微弱及西南季風引進的水氣下，入夜後組織明顯轉佳，變得較為鞏固，但對流仍未能平均發展至各象限。由於燦都正在整合組織，因此晚間採取偏西路徑，而移速亦稍為減慢。在此時，燦都之中心持續風力已上升至每小時85公里，更持續有深層對流於中心附近爆發。7月21日，燦都的中心組織更成熟且出現風圈收緊等現象，而且發展出中心密集雲層區的雛形，故在早上增強為強烈熱帶風暴。由於燦都東西兩方均有副熱帶高壓脊勢力，令燦都於上午在香港以南約430公里處幾乎停留不動，受惠南海北部的高水溫，西南季風引進的水氣及風切變仍然微弱等因素下，燦都繼續增強，且發展出極成熟的中心密集雲層區和雲捲風眼，燦都中心風力已提升至強烈熱帶風暴的上限，達到每小時110公里。
隨著西方的高壓單體減弱，燦都於當天下午開始向西北偏北移動，與燦都相關的強風及雨帶於當日影響廣東沿岸。由於距離華南沿岸仍近，燦都開始緩慢增強，但仍在7月22日凌晨進一步增強為颱風，繼續靠近廣東西部沿岸，並形成一風眼。燦都強度在7月22日中午達到顛峰，此時燦都之中心持續風力已上升至每小時130公里。燦都於下午1時45分在廣東省湛江市吳川市吳陽鎮沿海登陸，它因地形摩擦及缺乏水氣而於傍晚減弱為強烈熱帶風暴。隨後繼續以西北偏西橫過廣東西部，晚間抵達廣西。此時燦都的低層環流中心變為部分外露，對流開始消散，燦都於7月23日清晨進一步減弱為熱帶風暴，並於下午減弱為熱帶低氣壓，最後於7月24日凌晨減弱為低壓區。

## 影響

### 香港
當地發出之最高熱帶氣旋警告信號： 三號強風信號
香港天文台在2010年7月20日下午12時15分發出一號戒備信號，當時燦都位於香港之東南偏南約540公里。這是短短5日內，天文台第2次發出熱帶氣旋警告信號。受到燦都外圍的下沉氣流影響，香港於當日天晴酷熱，下午市區的氣溫上升至33度，而新界部分地區更超過34度。當日下午香港吹和緩東風，晚間高地間中吹強風。燦都於晚間採取偏西路徑，於香港以南400公里外掠過。
隨着燦都逐漸增強及移近，香港漸轉多雲，雨勢有時頗大。香港普遍吹和緩至清勁東風，西南部離岸海域於中午開始吹強風，高地間中吹烈風。天文台於7月21日下午4時40分發出三號強風信號，當時燦都集結在香港之西南偏南約400公里。當中長洲於下午4時至5時一度錄得最高風速為每小時55公里，而位於高地的昂坪之最高陣風更超過每小時110公里。受到燦都外圍雨帶影響，香港7月21日有狂風驟雨及雷暴，各區普遍錄得超過20毫米雨量，而大埔及港島部分地區更錄得超過40毫米雨量。
燦都於7月22日凌晨5時左右最接近香港，在香港西南約330公里處掠過。當日上午，港內風勢有所增強，吹和緩至清勁東南風，離岸海域吹強風，高地吹烈風。此風勢於上午大部份時間持續。接近中午時，燦都漸遠離香港，風勢不會進一步增強，因此天文台於上午11時40分改發一號戒備信號，當時燦都集結在香港之西南偏西約370公里。隨著燦都遠離香港，香港風勢於下午進一步減弱，天文台在下午2時40分取消所有熱帶氣旋警告信號，當時燦都集結在香港以西約400公里。
風暴期間，天文台測風網絡8個指定自動氣象站有3個錄得強風，三號信號只欠1站便達標；而西貢以些微之差，未能錄得強風。長洲、機場及啟德錄得最高10分鐘平均風速為每小時56、51及44公里。

#### 風暴後豪雨
不過燦都登陸後，其外圍雨帶繼續為香港廣泛地區帶來狂風大驟雨及雷暴，大約於下午3時左右，受到一條南北向長雨帶影響，香港天色急速轉壞，之後不久就開始由南至北降雨，更令天文台於7月22日下午4時35分發出黃色暴雨警告信號。45分鐘後雨勢突然急劇增大至豪雨程度，天文台下午5時20分發出紅色暴雨警告信號，更在短短10分鐘後，於下午5時半發出黑色暴雨警告信號，是自2008年6月7日空前暴雨後，2年以來首次黑色暴雨警告信號。天文台再於下午5時40分發出新界北部水浸特別報告、下午6時10分發出山泥傾瀉警告。是次豪雨令多處地區水浸，包括大埔、火炭、大圍、葵涌等，其中碗窰沙埔仔村水深一度及腰。
直至晚上7時，影響香港的雨帶向東北發展移動，大部份地區的雨勢已減弱，但有關雨帶仍然為新界東部帶來大雨。天文台在晚上7時50分直接改發黃色暴雨警告信號、晚上9時正取消所有暴雨警告信號。是次暴雨急劇增強及減弱，使天文台需於短短1小時內把所有暴雨警告信號全部發出，並再創紅色暴雨警告信號、甚至是所有警告的最短生效時間紀錄（10分鐘），亦令天文台由黑雨警告跳過紅雨警告，而直接改發黃雨警告，情況罕見。
另外天文台在下午5時接到一名市民報告在小西灣對開海面發現水龍捲，數分鐘內消散。
大埔碗窰沙埔仔村受暴雨侵襲，水深一度及腰，目擊者稱一名中年男子被大水沖走失蹤，其屍體第二天在大埔元洲仔對開海面被人發現，被沖走達數公里遠；不少村民被困，消防到場救出14名村民，飛行服務隊直升機奉召出動搜索；村民指，暴雨來得突然，幾分鐘內就有大水由窗口湧入，今次是當地30多年來最嚴重的水浸，認為與附近河道工程遲遲未完成有關。翕和鄉鄉代表易新來表示，警方封閉大埔荔枝山到碗窰一段行車橋，村民要徒步回家，估計數千人受影響。來自十多個家庭的30多名村民，暫時安置在大埔社區會堂。大埔區議員任啟邦表示，該處嚴重水浸與政府在吐露港公路進行擴闊工程，附近大量樹木被砍伐，導致水土流失有關。
當晚約7時左右，一名72歲男子於上水粉錦公路蕉徑營盤下村的一間村屋內被發現浸在洪水之中，送抵北區醫院後延至晚上8時許死亡。另外，警方在7月23日中午前於大埔海濱公園對開海面發現一具浮屍，證實是日前碗窰沙埔仔村因山洪暴發沖走失蹤的49歲男子，同日，彩虹道往慈雲山和新蒲崗東行和土瓜灣和九龍城西行發生車輛失靈事故。
兩名青年懷疑於暴雨期間在金山郊野公園失蹤，警方及消防到場搜救，未有發現。兩名青年在金山郊野公園下城門水塘釣魚，其後報案稱被洪水圍困，救援人員接報到場，但找不到兩人。兩名青年的家人亦分別報警，至7月24日，消防員在岸邊找到一個黑色斜孭袋、一個黑色背囊，及一隻懷疑屬於失蹤者的拖鞋，但仍然未找到失蹤的兩人。消防員在7月27日早上於下城門水塘發現一具屍體，確定為其中一名失蹤青年朱嘉柱。朱嘉柱屍體被撈起時已經發脹，面容模糊，鼻子被魚吃掉且有撞擊痕跡。兩日後另一失蹤青年梁浩文屍體亦被發現。

### 澳門
當地懸掛之最高熱帶氣旋信號： 三號風球
地球物理暨氣象局於7月20日上午10時30分懸掛一號風球，並於7月21日下午4時懸掛三號風球，是2010年澳門首個三號風球。當日下午在友誼大橋及西灣大橋均開始吹強風，並且表示改掛八號風球的機會較細，並預測本澳明日天氣雨勢頗大，低窪地區會有水浸。7月22日中午，隨著燦都遠離，澳門風勢普遍減弱，友誼大橋及西灣大橋均未錄得強風。氣象局在7月22日下午5時30分除下所有熱帶氣旋信號，且澳門在當日中午過後的每小時風速均未錄得強風程度。

#### 雨量
| 氣象站         | 信號懸掛期間總雨量(毫米) |
| -------------- | ------------------------ |
| 大潭山         | 28.0                     |
| 嘉樂庇總督大橋 |                          |
| 友誼大穚(北)   |                          |
| 友誼大穚(南)   |                          |
| 西灣大橋       |                          |
| 大砲台山       | 21.4                     |
| 孫逸仙紀念公園 | 18.2                     |
| 九澳           | 25.6                     |
| 污水處理廠     | 15.4                     |
| 海事博物館     | 39.6                     |

### 中國大陸
當地發佈之最高颱風預警信號： 颱風橙色預警信號
中央氣象台在7月21日9時發布颱風黃色預警，同日18時發布颱風橙色預警。強熱帶風暴燦都於21日17時加強為颱風，其中心7月22日5時位於廣東省湛江市雷州市東偏南方大約155公里的南海西北部海面上（北緯20.2度，東經111.8度），中心附近最大風力有12級（35米/秒），中心最低氣壓為970百帕。當天14時中央氣象台發布「燦都」已於7月22日13時45分在廣東省湛江市吳川市沿海登陸，登陸時中心附近最大風力有12級（35米/秒），中心最低氣壓為970百帕。隨後繼續以西北偏西向湛江遂溪市、廉江市，至20時至廣西玉林市博白縣，並減弱為強熱帶風暴，中心附近最大風力11級，達到30米每秒的風速，最低氣壓980百帕，6級大風範圍半徑約250公里。隨後燦都繼續以西北偏西向湛江遂溪市、廉江市。
國家减灾委员会、民政部於7月21日8時啟動國家救災預警響應，並向廣東、廣西、海南、貴州、湖南五省民政廳，以及民政部南寧、長沙中央救災物資儲備庫發出通知，緊急部署救災工作。

#### 廣東
當地發佈之最高颱風預警信號： 颱風紅色預警信號
廣東省氣象台於7月20日16時30分發布颱風全省藍色預警信號。同日佛山市、湛江、江門市、茂名市、中山市發出白色預警；珠海市發出藍色預警。7月21日11時改發全省黃色預警；江門市、中山市改發藍色預警、湛江、陽江市同日先後發布藍色與黃色預警；同日17時30分改發布颱風全省橙色預警信號。
7月22日6時起湛江、茂名、化州與電白陸續改發橙色預警，8時半省氣象台改發颱風紅色預警信號，湛江市（8時）、茂名市（8點半）改發紅色預警信號，陽江市改發橙色預警、中山市改發黃色預警。
廣東省氣象局7月20日8時半啟動颱風Ⅲ級應急響應，7月21日8點半升為Ⅱ級應急響應，同日17時啟動Ⅰ級應急響應。
據廣東省防總初步統計，截至22日20時，廣東已有湛江、茂名、陽江等市20個縣（市、區）210個鎮受災，受災人口135萬6千人，死亡兩人，倒塌房屋2915間，直接經濟損失22億1千萬圓。湛江市受災最為嚴重，直接經濟損失12.48億圓人民幣，受災群眾93.9萬人，倒塌房屋689間。據估算，燦都過境令湛江、茂名、陽江西部出現暴雨到大暴雨局部特大暴雨，其中最大雨量出現在湛江東海島，達到280.4毫米，湛江市坡頭鎮24小時降水也達到200毫米以上。在影響湛江期間，許多主幹道均積水嚴重，導致上午下班以後在市區包括工廠在內，有接近10萬名員工受困無法回家，該市共有397條次線路跳閘。
另登陸後傍晚影響香港的暴雨亦嚴重影響深圳，羅湖、福田、鹽田和龍崗西部、觀瀾均出現暴雨到大暴雨，市氣象台於18時45分和19時20分兩次發出暴雨橙色預警信號，至21時20分解除，深圳全市共20個自動站記錄到累計雨量超過100毫米，最大降雨出現在鹽田區正坑水庫（142毫米）；龍崗沙灣沙平南路一雜貨店倉庫圍牆在當晚22時許被暴雨沖刷的泥漿沖垮，淹埋在其內工作的老闆與一名員工，其後老闆凌晨被救出後被證實不治。

#### 廣西
當地發佈之最高颱風預警信號： 颱風橙色預警信號
廣西氣象台於7月20日17時30分發布颱風全省藍色預警信號；21日10時改發黃色預警，同日北海市發布藍色預警，同日欽州、北海市發布黃色預警。同日18時發布全区颱風橙色預警信號；22日梧州、貴港、南寧市發出藍色預警；颱風登陸後玉林市發布黃色預警。

#### 海南
當地發佈之最高颱風預警信號： 颱風橙色預警信號
海南省氣象台於7月22日5時發布颱風橙色預警信號。同日6時海口、文昌發布橙色預警，澄邁、臨高、定安、瓊海市發布黃色預警，儋州、昌江、東方市發布藍色預警。颱風登陸後省氣象台於14時改發全省颱風藍色預警，海口、文昌市改發藍色預警，臨高、澄邁市改發藍色預警。
受颱風影響，7月21日上午10時起，瓊州海峽全線停航，粵海鐵路多趟列車停運。

### 越南
在7月23日15時（UTC+7），燦都集結在河內之東北偏北約320公里，預料向西北偏西移動，時速約14公里，移入內陸，並逐漸減弱。

### 老撾
璨樹在進入中國大陸後殘餘雨雲給寮國帶來豐沛雨量。

## 外部連結
- （英文）http://www.usno.navy.mil/JTWC （页面存档备份，存于） 聯合颱風警報中心首頁
- （日語）http://www.jma.go.jp/jma/index.html （页面存档备份，存于） 日本氣象廳首頁
- （繁體中文）http://www.cwb.gov.tw （页面存档备份，存于） 中央氣象局首頁
- （英文）http://www.pagasa.dost.gov.ph/ （页面存档备份，存于） 菲律賓大氣地球物理和天文管理局首頁
- （繁體中文）http://www.hko.gov.hk （页面存档备份，存于） 香港天文台首頁
- （繁體中文）http://www.smg.gov.mo （页面存档备份，存于） 澳門地球物理暨氣象局首頁
- （简体中文）颱風燦都專題網頁：中國天氣颱風網 （页面存档备份，存于）／南海網

## 熱帶氣旋警告使用紀錄

### 香港
| 香港天文台 熱帶氣旋警告信號 | 香港天文台 熱帶氣旋警告信號 | 香港天文台 熱帶氣旋警告信號 |
| --------------------------- | --------------------------- | --------------------------- |
| 上一熱帶氣旋                | 一號戒備信號                | 下一熱帶氣旋                |
| 颱風康森                    | 一號戒備信號                | 強烈熱帶風暴獅子山          |
| 颱風巨爵                    | 三號強風信號                | 強颱風凡亞比                |

### 澳門
| 地球物理暨氣象局 熱帶氣旋信號 | 地球物理暨氣象局 熱帶氣旋信號 | 地球物理暨氣象局 熱帶氣旋信號 |
| ----------------------------- | ----------------------------- | ----------------------------- |
| 上一熱帶氣旋                  | 一號風球                      | 下一熱帶氣旋                  |
| 颱風康森                      | 一號風球                      | 強烈熱帶風暴獅子山            |
| 颱風凱薩娜                    | 三號風球                      | 颱風凡亞比                    |

### 中國大陸
| 国家气象中心 颱風預警信號 | 国家气象中心 颱風預警信號 | 国家气象中心 颱風預警信號 |
| ------------------------- | ------------------------- | ------------------------- |
| 上一熱帶氣旋              | 颱風黃色預警信號          | 下一熱帶氣旋              |
| 待查                      | 颱風黃色預警信號          | 強熱帶風暴狮子山          |
| 待查                      | 颱風橙色預警信號          | 待查                      |